# Live at the Borderline 1991
Live at the Borderline 1991 és un àlbum en directe de la banda R.E.M. publicat el 13 d'abril de 2019 pel Record Store Day. En aquesta interpretació sorpresa en directe, R.E.M. va cantar sota el pseudònim Bingo Hand Job l'any 1991, coincidint amb al publicació de l'àlbum Out of Time.
La banda va tocar dues nits consecutives, 14 i 15 de març de 1991, en un escenari londinenc d'una capacitat per 200 persones. Aquests esdeveniments formava part d'una gira promocional que van realitzar per emissores de ràdio i programes de televisió. La banda va estar acompanyada pels músics Billy Bragg, Peter Holsapple i Robyn Hitchcock, també sota un pseudònim.
La majoria de cançons que van interpretar es van incloure com a cares-B de senzills, i aquesta en fou la primera publicació oficial.

## Llista de cançons
Totes les cançons foren escrites i compostes per Bill Berry, Peter Buck, Mike Mills i Michael Stipe, excepte les indicades.
Cara A
1. "World Leader Pretend"
2. "Half a World Away"
3. "Fretless"
4. "The One I Love"

Cara B
1. "Jackson"/"Dallas" (Jerry Leiber i Billy Edd Wheeler/Jimmie Dale Gilmore)
2. "Disturbance at the Heron House"
3. "Belong"
4. "Low"

Cara C
1. "Love Is All Around" (Reg Presley)
2. "You Are the Everything"
3. "Swan Swan H"
4. "Radio Song"
5. "Perfect Circle"

Cara D
1. "Endgame"
2. ”Pop Song 89"
3. ”Losing My Religion"
4. "Fall on Me"
5. "Get Up"
6. "Moon River" (Henry Mancini iJohnny Mercer)

## Crèdits
Bingo Hand Job
- The Doc – bateria
- Raoul – guitarra, mandolina
- Ophelia – baix, veus addicionals
- Stinky – cantant

Músics addicionals
- Conrad – guitarra, cantant
- Spanish Charlie – guitarra, mandolina, veus addicionals
- Violet – cantant

Tècnics
- Spencer Kelly – assistència projecte
- Tony McGuinness – assistència projecte
- Doug Schwartz – edició i masterització